# Siete Piedras
Siete Piedras är en ort i Mexiko.   Den ligger i kommunen Villa Comaltitlán och delstaten Chiapas, i den sydöstra delen av landet, 800 km sydost om huvudstaden Mexico City. Siete Piedras ligger 190 meter över havet och antalet invånare är 107.
Terrängen runt Siete Piedras är varierad. Runt Siete Piedras är det ganska tätbefolkat, med 104 invånare per kvadratkilometer. Närmaste större samhälle är Huixtla, 13,7 km sydost om Siete Piedras. I omgivningarna runt Siete Piedras växer i huvudsak städsegrön lövskog.